# ديزي ريدلي
ديزي ريدلي (بالإنجليزية: Daisy Ridley) (مواليد 10 أبريل 1992 في وستمنستر)، هي ممثلة ومنتجة أفلام إنجليزية بدأت مشوارها الفني عن طريق الظهور في أدوار تلفزيونية صغيرة، قبل أن تلعب دور راي البطلة الرئيسية في الثلاثية المكملة لحرب النجوم لتظهر في حرب النجوم: القوة تنهض (2015) وحرب النجوم: الجيداي الأخير (2017).

## النشأة والتعليم
ولدت ديزي ريدلي يوم 10 أبريل سنة 1992 في وستمنستر في لندن. هي البنت الصغرى من ثلاث بنات ولدن لـ لويز فوكنر كوربيت وكريس أوغسطين ريدلي. درست في كلية بيركبيك - جامعة لندن قبل أن تترك الجامعة لتركز على مسيرتها في التمثيل.

## الأعمال

### أفلام
- حرب النجوم: القوة تنهض (2015)
- مطر الذكريات (2016) (النسخة الأمريكية)
- حرب النجوم: الجيداي الأخير (2017)
- الأرنب بيتر (2018)

### التلفاز
- ساترداي نايت لايف (2015)

## الجوائز والترشيحات
فوز
- جائزة إمباير لأفضل قادمة جديدة [7]

ترشيح
- جائزة اختيار أطفال نكلوديون لممثلة الأفلام المفضلة
- جائزة إم تي في للأفلام لأفضل أداء
- جائزة إم تي في لأفضل معركة
- جائزة زحل لأفضل ممثلة [8]

## الحياة الشخصية
لدى ريدلي وشم بثلاثة نجوم على قدمها اليسرى كانت قد حصلت عليه عندما كانت في سن الخامسة عشر، ووشم آخر لرمز الهواء الخيميائي على وركها الأيمن، ووشم لرمز السلام خلف أذنها اليمنى. ريدلي من مشجعي نادي أرسنال في الدوري الإنجليزي الممتاز. وقد ظهر اسمها على قائمة أجمل من في العالم لمجلة بيبول عام 2016.
تعاني ديزي ريدلي من انتباذ بطاني رحمي، والذي تطلب إجراء عدة عمليات تنظير بطني. كشفت على أنستغرام أنه شُخصت بهذه الحالة عندما كانت في الخامسة عشر من العمر، وقالت أن ذلك جعلها تشعر بضعف الثقة بالنفس بسبب ما تبع ذلك من ظهور حب الشباب.

## وصلات خارجية
- ديزي ريدلي على موقع IMDb (الإنجليزية)
- ديزي ريدلي على موقع ميتاكريتيك (الإنجليزية)
- ديزي ريدلي على موقع روتن توميتوز (الإنجليزية)
- ديزي ريدلي على موقع مونزينجر (الألمانية)
- ديزي ريدلي على موقع ألو سيني (الفرنسية)
- ديزي ريدلي على موقع ميوزك برينز (الإنجليزية)
- ديزي ريدلي على موقع أول موفي (الإنجليزية)
- ديزي ريدلي على موقع بوكس أوفيس موجو (الإنجليزية)
- ديزي ريدلي على موقع ديسكوغز (الإنجليزية)
- ديزي ريدلي على موقع قاعدة بيانات الفيلم (الإنجليزية)